# Heute ist für immer
Heute ist für immer ist das Debütalbum der Band Tonbandgerät. Es erschien im Jahr 2013 bei Vertigo Berlin. Als Singles wurden die Tracks Irgendwie anders, Halbmond, Raus hier und Auf Drei veröffentlicht.

## Titelliste
1. Irgendwie anders
2. Halbmond
3. Auf drei
4. Hirngespenster
5. Mit dieser Welt allein
6. Leerstand
7. Heute ist für immer
8. Mal mich
9. Landebahn
10. Fremde Städte
11. Wir bauen
12. Raus hier

## Cover
Auf dem Cover sind die vier Mitglieder der Band Tonbandgerät auf einer bunten Straße zu sehen, unter einem blauen Himmel zeichnet sich am Horizont die Silhouette einer Stadt ab.

## Rezeption
„Kein Warten mehr, kein Zaudern mehr! Raus an den See, ab in die große Stadt, bei offenem Autofenster und mit Tonbandgerät im Player! Die Single "Irgendwie Anders" kündigte Großes an, aber dass die vier sympathischen Hamburger mit "Heute Ist Für Immer" die perfekte Sommerplatte abliefern, hätte wohl keiner gedacht.“